# 圣乔治-苏莱尼亚诺
圣乔治-苏莱尼亚诺（義大利語：San Giorgio su Legnano）是意大利米兰广域市的一个市镇。总面积2.3平方公里，人口6718人，人口密度2920.9人/平方公里（2009年）。国家统计（ISTAT）代码为015194。